# Nombre d'Euclide
En arithmétique, les nombres d'Euclide sont les entiers de la forme {\displaystyle E_{n}=p_{n}\#+1}, où {\displaystyle p_{n}\#=2\times 3\times ...\times p_{n}} est le n-ième nombre primoriel, c'est-à-dire le produit des {\displaystyle n} premiers nombres premiers. Ils sont ainsi nommés en référence à la démonstration d'Euclide de l'infinitude des nombres premiers.

## Propriété fondamentale
D'après le théorème fondamental de l'arithmétique, {\displaystyle E_{n}} est divisible par un nombre premier {\displaystyle p} qui est forcément strictement supérieur à {\displaystyle p_{n}} , ce qui prouve que la suite croissante des nombres premiers {\displaystyle (p_{n})} n'est pas finie.
Cette démonstration est très proche de celle d'Euclide, qui utilise bien un produit de n nombres premiers distincts plus un, mais il n'indique jamais qu'il s'agit du produit des {\displaystyle n} premiers nombres premiers.

## Décomposition des nombres d'Euclide
Les six premiers nombres d'Euclide  :  2, 3, 7, 31, 211, 2 311 sont premiers, et le septième 30 031 = 59 × 509 est composé. 
On ne sait pas s'il existe une infinité de nombres d'Euclide premiers, ni s'il existe une infinité de nombres d'Euclide composés.